# Eusynstyela errans
Eusynstyela errans är en sjöpungsart som beskrevs av Hartmeyer 1909-1911. Eusynstyela errans ingår i släktet Eusynstyela och familjen Styelidae. Inga underarter finns listade i Catalogue of Life.